# Sar Adina Scheer
Sara Adina Scheer (auch: Sar Adina Scheer; * 1994 in Berlin-Kreuzberg) ist eine deutsche Theater- und Filmschauspielerin.

## Leben und Karriere
Scheer studierte zunächst Visuelle Kommunikation und Theologie, nahm aber 2017 ein Schauspielstudium an der Akademie für Darstellende Kunst Baden-Württemberg auf, das sie 2021 abschloss.
Während ihres Studiums gastierte Scheer am Schauspiel Stuttgart. Nach ihrem Abschluss war sie mit dem Stück Glücklich die, denen etwas fehlt am Theater unterm Dach in Berlin zu sehen. In der Spielzeit 2022/23 ist Scheer erstmalig als Gast am Kinder- und Jugendtheater am Theater Dortmund engagiert.
Im April 2023 war Scheer in dem Fernsehfilm Tatort: Love is Pain in der Rolle der Polizistin Beate Gräske zu sehen, einer Super-Recognizerin, die die Dortmunder Kommissare mit ihren speziellen Fähigkeiten bei der Auswertung von Überwachungskameras unterstützt.

## Filmografie
- 2021: Tatort: Saras Geständnis
- 2023: Tatort: Love is Pain
- 2023: 15 Jahre